# Monts Iolki
Les monts Iolki (en russe : Ёлки-Тундры, Iolki-Toundry) sont une chaîne de montagnes qui s'étend dans l'oblast de Mourmansk, en Russie lapone. 
Le massif se situe au nord de la baie de Kandalakcha, entre les rivières Niva et Kolvitsa. Le point culminant est le Barania Iolga et ses 785 mètres. Le massif s'étend d'ouest en est sur environ 15 km, et du nord au sud sur 7 km.